# Гора святой Марии
Гора святой Марии, по-другому «Марья святая» — достопримечательное место в окрестностях Ростова Великого, совокупность памятников природы и культуры. Располагается вблизи села Филимоново Петровского поселения Ростовского района Ярославской области России. Урочище располагается на берегу реки Сары, включает в себя археологические памятники: средневековое городище с кладбищем, курганный могильник и места древних селищ.

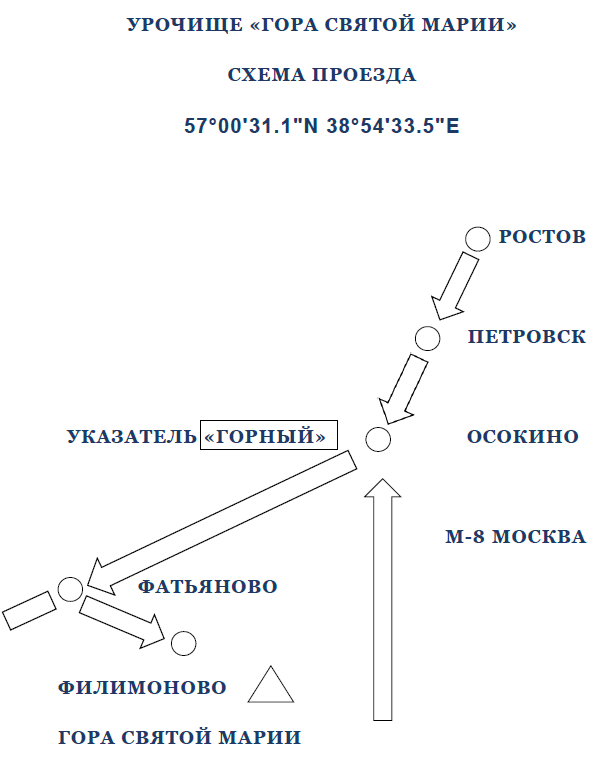
Схема проезда

Археологические памятники дополняет лиственный лес: дубы и клёны, чёрная ольха и вязы, ясени. Биологи нашли здесь представителей флоры и фауны, занесённых в Красную книгу. 

#### Летописное упоминание
Гора святой Марии впервые упоминается в 1216 году, в летописной повести о битве на Липице.
«Тогда они снарядили Всеволода с дружиной и отправили к Константину, а сами пошли по Волге вниз; и тогда бросили обозы, сели на коней и пошли в Переяславль, воюя. Когда же они были у Городища на реке Саре у церкви Святой Марии на Пасху 9 апреля, тут приехал к ним князь Константин с ростовцами. И обрадовались встрече, и целовали крест, и отрядили Владимира Псковского с дружиной в Ростов, а сами, придя на Фоминой неделе с полками, стали напротив Переяславля».

#### Церковная земля
Урочище запустело в XVI—XVII веке и упоминается в 1685 году как
«Maрии Египетской церковная земля Переславль-Залесской десятины, Конюцкого стана, под деревнею Юдиным, на реке Саре; владеет землею Антон Васильев Беклемишев».
У подножия горы находится колодезь «Марья святая», до сих пор почитаемый местными жителями .

#### Исследования краеведов
Первое печатное упоминание горы святой Марии относится к 1789 году:
«Примечания достойно, потому что в дачах онаго села за рекою Сарою к Переславлю Залескому имеется довольно высокая гора, обросшая с боков разным лесом, а на верху имеющая ровнину, на коей в древния времена был женский монастырь.»

Топографические карты XVIII, XIX и начала XX века, содержат межевые границы трёх участков с названиями: «Марья святая», «Колоколенка», «Поповка», подтверждающими наличие здесь святого места. Особое внимание урочищу уделил известный краевед Ростовской земли — А. А. Титов:
«Верстах трех от села Краснораменье находится крутая и весьма высокая гора, поросшая лесом; она лежит при реке Саре. Вид с горы очаровательный; эта гора во всем околотке известна под именем „Горы святой Марии“ и на ней заметны следы курганов. Народное предание гласит, что на этой горе был монастырь святой Марии, сожженный врагами, и теперь на этом месте видны как бы следы построек. Внизу между горою и рекой Сарой находится так называемый Святой колодезь, впрочем, весьма неглубокий, который согласно местному преданию, образовался от падения большого колокола во время разгрома самого монастыря. Вообще эта гора требует основательного исследования, которое и может пролить новый свет на эту бесспорно историческую местность».

#### Современные исследования
В XX веке на горе святой Марии были учёные-археологи Д. А. Ушаков, А. Е. Леонтьев, К. И. Комаров, проводили исследования, составляли планы раскопок, памятники археологии были поставлены на охрану. Все они отмечали красоту места и его насыщенность культурным наследием.
В XXI веке сотрудники музея «Ростовский кремль», А. Л. Каретников, А. В. Киселёв, И. В. Купцов написали ряд научных статей на основании полевых изысканий.

#### Ущерб наследию
В 2004—2014 годах на урочище приходили чёрные копатели, нанося непоправимый ущерб древним памятникам. 29 августа 2014 года правительство Ярославской области предоставило ООО «Никитинский карьер» право пользования участком недр месторождения песчано-гравийного материала «Краснокаменье» в Ростовском районе с целью разведки и добычи.. Изменение проекта горного отвода началось задним числом, так как выяснилось, что на территории карьера имеются объекты археологического наследия федерального значения.

#### Достопримечательное место
В 2015 году Ярославская епархия Русской Православной церкви подала заявление на постановку в реестр охраняемых объектов культурного наследия достопримечательного места — урочища «гора святой Марии».
21 сентября Департамент охраны объектов культурного наследия издал приказ о включении объекта, обладающего признаками объекта культурного наследия, в перечень выявленных объектов культурного наследия, достопримечательного места — «урочища „Гора святой Марии“».

#### Экскурсии. Паломничества

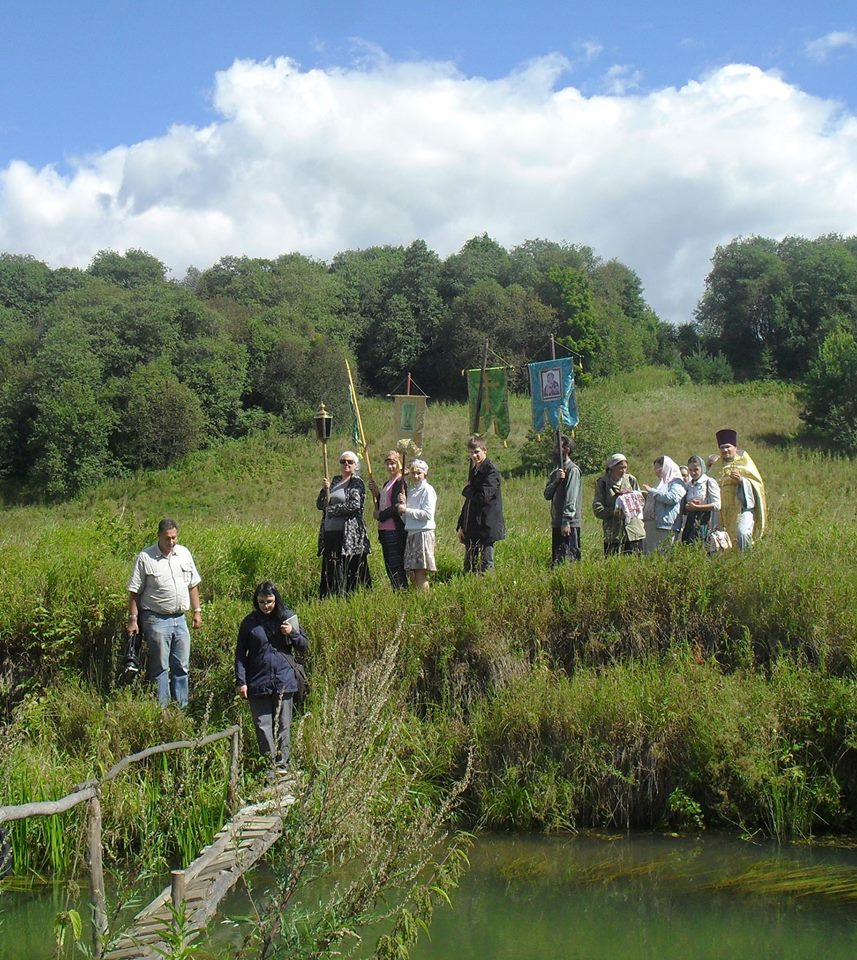

В XXI веке урочище привлекает туристов и паломников , здесь проводятся школьные экскурсии .

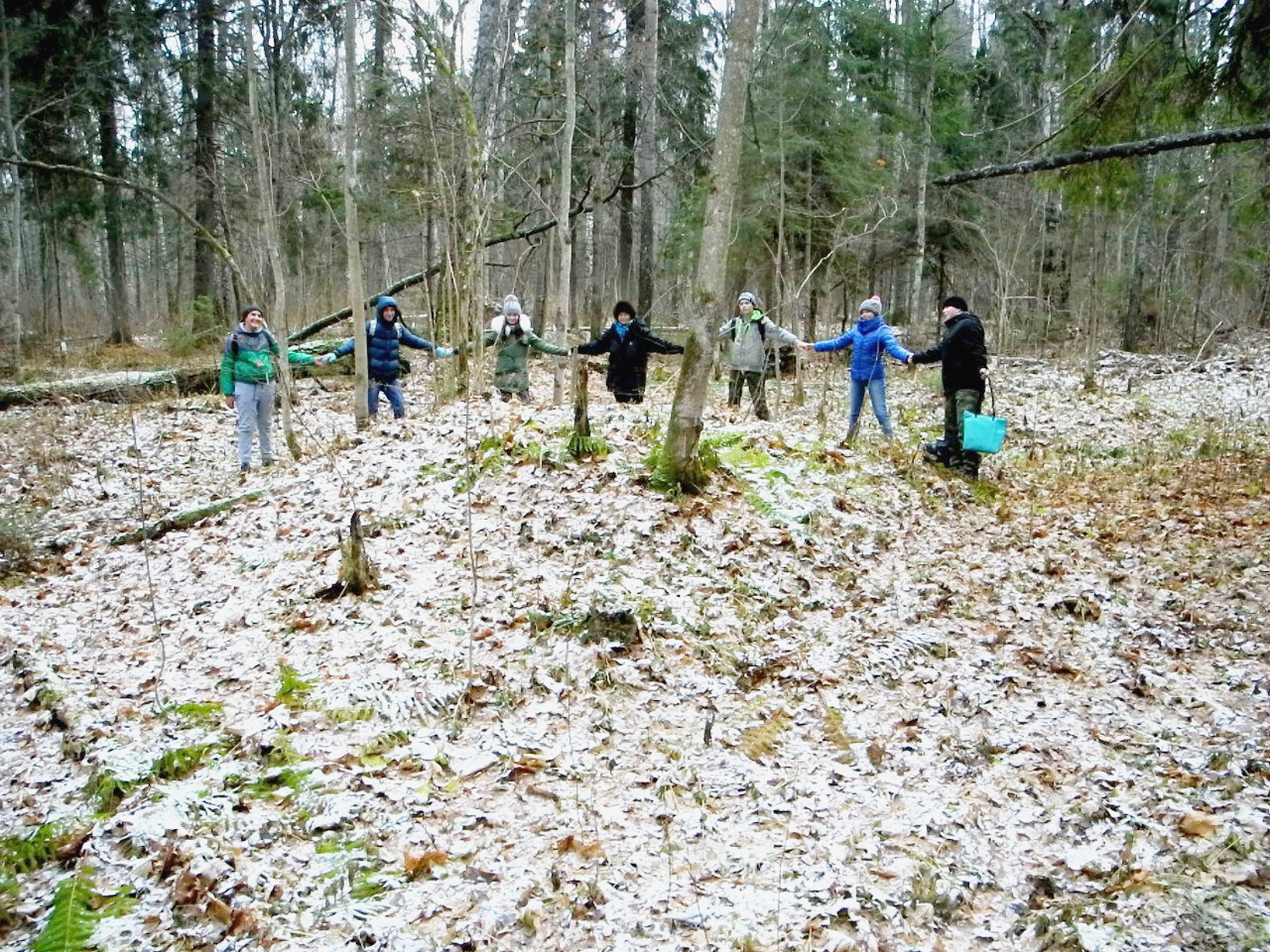

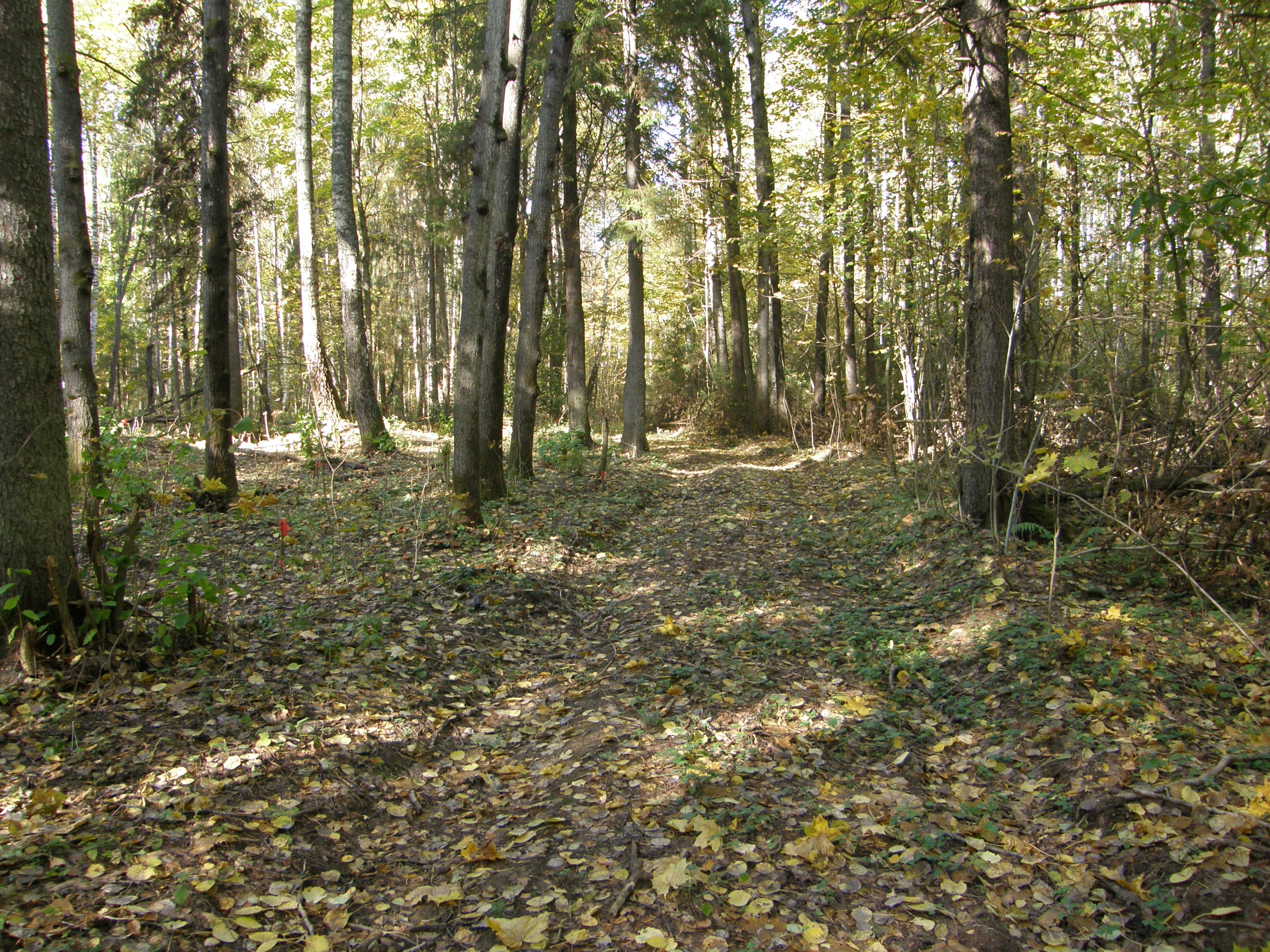
Лесная дорога

В ходе субботников, организованных общественностью в 2015 году, началось благоустройство территории, по дороге к горе святой Марии от села Филимоново установлены указатели, отремонтированы мостки и подход к «Святому колодцу». Наиболее ярким проявлением паломничества является поход молодёжных клубов исторической реконструкции «Паломничество на Гору святой Марии». 18 января 2019 года у подножия горы состоялось великое освящение воды на Марьином источнике.